# Нанокластер
На́нокла́стер (англ. nanocluster) — частинка, яку можна розглядати як фрагмент твердого тіла, що має від декількох десятків до декількох тисяч атомів. Такі частинки характеризуються особливими властивостями, що є відмінними як від властивостей молекул, що їх складають, так і від властивостей великих кристалів такого ж складу.